# 보이스21
voice21은 1996년 5월에 창간된 기독교 월간잡지이다.
일반신도의 시각으로 교회와 사회 문화를 조명하는 것을 목적으로 잡지를 발행했으며,1999년 9월호를 끝으로 폐간되었다.
이 잡지는 한국 기독교계 최초로 1997년 9월부터 웹진을 만들어서 서비스했으며, 낮은울타리에서 주관한 '1998 베스트 크리스천 웹 코리아'에서 금상을 수상한 바 있다.
당시 인터넷이 대중화 되기 전에 기독교 언론계에서는 드물게 참신한 기사와 내용을 발빠르게 인터넷으로 제공하여 주목을 받았다.
voice21의 주요 기사꼭지는 다음과 같다.
- 시사
- 커버스토리
- 연속기획
- 수필
- 만화로 읽는 세상
- 지도로 읽는 성경
- 미디어비평
- 독자우체통
- 기타

현재 voice21의 과월호는 구독자에 의해 1996년부터 1998년까지 복원되어, http://voice21.com에서%5B깨진+링크(과거+내용+찾기)%5D 다시보기 할 수 있다.

## 참고
1. ↑  [월간 프리즘 1997년 5월호 "문화를 만들어가는 사람들" 소개기사] http://voice21.com/box/intro2.htm]
2. ↑  http://kcm.co.kr/thevoice/index/main.html
3. ↑  “보관된 사본”. 2003년 10월 7일에 원본 문서에서 보존된 문서. 2011년 5월 16일에 확인함.
4. ↑  한상완, 《인문과학과 예술의 핵심 지식정보원》, 연세대학교출판부, 2004, p.271
5. ↑  http://voice21.com/index/v_index.htm